# Collinwood (Tennessee)
Collinwood – miasto w Stanach Zjednoczonych, w stanie Tennessee, w hrabstwie Wayne.